# Ludvik I., bavarski vojvoda
Ludvik I., imenovan Kelheimer, bavarski vojvoda, * 23. december 1173, Kelheim, † 15. september 1231, Kelheim.
Ludvik I. je drugi bavarski vojvoda iz rodbine Wittelsbachov. S svojo aktivnostjo in pragmatično prilagodljivostjo je utrdil oblast v vojvodini, pridobil Renski palatinat in ustvaril temelje več kot sedemstoletni vladavini Wittelsbachov na Bavarskem.

## Poreklo in mladost
Ludvikov oče, bavarski palatinski grof Oton VI. iz rodbine Wittelsbachov, je bil zvest pristaš štaufovskega cesarja Friderika I. Barbarose. Ko je ta leta 1180 svojemu bratrancu in tekmecu iz rodbine Welfov, Henriku Levu, odvzel vojvodino Bavarsko, je od nje oddelil vojvodino Štajersko (ki jo je dal rodbini Otokarjev), večji del pa je kot vojvodino Bavarsko dodelil v fevd Ludvikovemu očetu, ki je s tem postal bavarski vojvoda Oton I. Tri leta kasneje je Oton umrl, cesar pa je za naslednika v vojvodini določil njegovega mladoletnega sina Ludvika. V času mladoletnosti so v njegovem imenu vladali mati Agnes (iz rodbine holandskih grofov Loon) in strica Konrad (nadškof v Mainzu in Salzburgu) in Oton (bavarski palatinski grof Oton VII).

## Pristaš Štaufovcev
Leta 1292 je bil Ludvik vpričo novega cesarja Henrika VI., sina Friderika Barbarose, sprejet med viteze. Kmalu za tem je cesar Ludvika rešil hudega pritiska vojaške zveze nasprotnikov pod vodstvom bogenskega grofa Alberta III., ki jo je podpiral tudi češki kralj Otokar I. Přemysl in je bila naperjena tudi proti cesarju. Henrik VI. se je odločno postavil na Ludvikovo stran in Alberta III. postavil izven varstva zakona. Odtlej je Ludvik pripadal cesarjevemu najožjemu plemstvu. V letih 1293-94 je spremljal cesarja v Apulijo in na Sicilijo in leta 1297 ponovno na Sicilijo.
Po smrti Henrika VI. (1297) je bil Ludvik med nemškimi knezi, ki so za novega nemškega kralja izvolili Henrikovega mlajšega brata Filipa. Naslednjih deset let, vse do Filipove smrti, se je na njegovi strani boril proti protikralju iz rodbine Welfov, Otonu IV. Ni se odzival na pozive papeža Inocenca III., ki je podpiral Otona IV., naj prestopi v nasprotni tabor.
Vzporedno si je Ludvik ves čas prizadeval, da bi čim več gospostev in pravic v vojvodini spremenil v rodbinsko lastnino Witelsbachov. Pri tem se je posluževal vseh možnih načinov. Najprimernejše so bile sorodstvene povezave. Svojih šest sester je poročil s premožnimi plemiči. Sam se je (1204) poročil z vdovo svojega sovražnika bogenskega grofa Alberta III.  Na roko mu je šlo izumiranje plemiških družin in zapadlost njihovih fevdov. Posluževal pa se je tudi sile. Po izumrtju rodbine Stefflingen (1196), se je za njihovo posest spustil v srdite fajde z regensburškim škofom in njegovim zaveznikom, salzburškim nadškofom. Po hudem uničenju dežele je leta 1205 ob posredovanju kralja Filipa z regensburškim škofom sklenil zase ugoden mir. S salzburškim nadškofom se je spopadel še leta 1218 in pridobil peilsteinsko dediščino v pomembnem mestu soli Reichenhal in v Gasteinski dolini; do poravnave s salzburškim nadškofom je prišlo šele leta 1230, ko je Ludvik po izumrtju grofov von Lebenau podedoval njihovo posest.

## Sodelovanje s kraljem Otonom IV.
Po umoru Filipa Švabskega (v rezidenci bamberškega škofa Ekberta ga je iz osebnih razlogov umoril Ludvikov bratranec, bavarski palatinski grof Oton VIII.) je bil Ludvik prvi nemški knez, ki je priznal Otona IV. za nemškega kralja. Na državnem zboru v Frankfurtu, sklicanem po Otonovem kronanju, je novi kralj Ludviku priznal dednost vojvodine Bavarske in mu prepustil tudi državne fevde morilca in dveh bratov iz rodbine Andechs-Meran, istrskega grofa Henrika in bamberškega škofa Ekberta, ki sta bila (kasneje se je izkazalo, da po krivem) obdolžena sodelovanja pri umoru. S tem se je Ludvik znebil svojih najmočnejših tekmecev znotraj bavarske vojvodine in dobil tudi del njihovih posesti na Zgornjem Bavarskem.
Ludvik je poleti 1209 spremljal Otona IV. na kronanje za cesarja v Rim. Ko pa je papež novembra 1210 izobčil Otona IV. (ker se ni držal obljub, ki mu jih je dal v zameno za podporo, in je bil na poti, da zavzame Sicilijo), je bil Ludvik med nemškimi knezi, ki so septembra 1211 v Nürnbergu izvolili za protikralja Štaufovca Friderika II., sina Henrika VI., tedaj kralja Sicilije.

## Spet na strani Štaufovcev
Po prihodu Friderika II. v Nemčijo se je število njegovih pristašev hitro večalo. Ludvik je prisostvoval njegovemu kronanju v Frankfurtu (decembra 1212) in ga v naslednjih letih spremljal v boju proti Otonu IV. Za zvestobo je bil leta 1214 nagrajen z izpraznjenim fevdom, Renskim palatinatom, ki ga je Friderik II. podelil tedaj še mladoletnemu Ludvikovemu sinu Otonu II.; to pridobitev je Ludvik pripravil že leta 1212, ko je svojega sina zaročil s hčerko takratnega grofa Renskega palatinata, Henrika Starejšega iz rodbine Welfov.
Ludvik je leta 1220 spremljal Friderika II. na kronanje za cesarja v Italijo in spomladi naslednje leto odplul s svojo bavarsko vojsko in mnogimi bavarskimi plemiči v Damietto, pristanišče v delti Nila, kjer se je priključil križarjem, ki so mesto zavzeli v prvih letih pete križarske vojne. Ludvik se je udeležil pohoda proti dvesto kilometrov oddaljenemu Kairu, ki pa se je končal neuspešno. Ludvik je prišel v ujetništvo, iz katerega se je rešil z odkupnino. Kmalu po povratku v Nemčijo ga spet najdemo v Friderikovem najožjem spremstvu.
Cesar Friderik je dolgo odlagal svoj križarski pohod v Sveto deželo. Leta 1225 pa je dal v pogodbi iz San Germana (danes Cassino) papežu Honoriju III. pisno zaobljubo, da bo najkasneje do avgusta 1227 začel novo križarsko vojno. Med pripravami na pohod je cesar zaupal Ludviku skrbništvo nad svojim sinom in sokraljem v Nemčiji, Henrikom, in mu poveril vodenje kraljestva. S tem pa se je začelo za Ludvika obdobje slabih odločitev in neuspehov.

## Usodne napake
Avgusta 1227 sta Ludvik in kralj Henrik skupaj brezuspešno oblegala mesto Braunschweig, da bi se polastila welfske dediščine. Potem pa se je odnos med slavohlepnim mladeničem in njegovim oblastiželjnim skrbnikom vse bolj zaostroval. Ko je septembra 1227 novi papež Gregor IX. izobčil Friderika II. (očital mu je kršitev zaobljube), je začel Ludvik, ne da bi opustil skrbništvo, sodelovati s papežem in mu dajati navodila, kako naščuvati nemške kneze, da bodo Henrika odstavili. Za božič 1228 je gallenski opat Konrad kralju Henriku razkril Ludvikove zle namere. Kot razkrit sovražnik kralja je Ludvik poleti 1229 oblegal grad Wolfratshausen, rezidenco meranskega vojvode in Henrikovega zaveznika, ko je Henrik s svojo vojsko vdrl na Ludvikove obdonavske posesti in jih opustošil. Ludvik je bil prisiljen prositi za premirje in potem za mir, ki ga je dobil (27. avgusta 1229), a je moral v zagotovilo spoštovanja pogodbe Henriku izročiti talce. Šele takrat je cesar začel poslušati pritožbe Ludvikovih nasprotnikov.
Julija 1230 sta cesar in papež v San Germanu začasno sklenila mir in Ludvik je bil tam med cesarjevimi garatni. Navidezno so se nasprotja spet umirila. Toda 15. septembra 1231 je v Kelheimu na mostu preko Donave Ludvika umoril neznani atentator. Storilca so ljudje na mestu pobili. Očividci so kasneje trdili, da je bil po videzu Libanonec. Motiv umora ni bil nikdar pojasnjen, po različnih virih pa naj bi bili v ozadju umora Štaufovci.
Ludvikov sin in naslednik, Oton II., je dal naslednje leto most podreti, njegov vhodni portal pa spremeniti v kapelico v Ludvikov spomin.

## Zaključek
Ludvik je s svojim aktivnem delovanjem in spretno politiko utrdil položaj Wittelsbachov v vojvodini Bavarski in pridobil tudi sosednji Renski palatinat. Vojvodina je v njegovem času postala dedni fevd. Prisvojil si je ali z dedovanjem pridobil posesti mnogih nemških rodbin, med njimi vojvod Andechs-Meran, mejnih grofov Cham-Vohburg (iz rodbine Diepoldingov), grofov von Stefflingen (veja Baboncev), grofov von Peilstein, grofov von Lebenau, grofov von Bogen. Na pomembnih vodnih in cestnih križiščih je ustanavljal nova mesta, med njimi Landshut (1204), Straubing in Neustadt (1218) ter Landau (1224). Leta 1225 je dobil v fevd grad Heidelberg, okrog katerega se je razvilo mesto, ki je kasneje postalo rezidenca Witelsbachov. Mesta in gradovi so postali centri wittelsbaške lokalne uprave. Ludvik je tako s svojim delovanjem postavil temelje wittelsbaške oblasti v vojvodini Bavarski, ki je potem trajala vse do prve svetovne vojne.

## Družina
Ludvik se je leta 1204 poročil z vdovo grofa Albeta III. Bogenskega, Ludmilo, hčerko Přemyslida Friderika Češkega in njegove soproge Elizabete Ogrske. V zakonu se je rodil le en sin:
- Oton II. (1206–1253), bavarski vojvoda ∞ 1222 Agnes (1201–1267), hči grofa Renskega palatinata Henrika Starejšega in njegove soproge Agnes iz rodbine Štaufovcev.

Sinovi iz Ludmilinega prvega zakona z grofom Albertom III. Bogenskim so vsi zgodaj umrli, tako da je Oton II. podedoval dediščino rodbine Bogen; belo-modri vzorec iz bogenskega grba je prišel v bavarski grb.